# Tatjana Griebienczuk
Tatjana Griebienczuk, ros. Татьяна Гребенчук (ur. 22 listopada 1962) – białoruska lekkoatletka specjalizująca się w biegach średniodystansowych. W czasie swojej kariery reprezentowała również Związek Socjalistycznych Republik Radzieckich.

## Sukcesy sportowe
- halowa mistrzyni ZSRR w biegu na 800 metrów – 1989[1]

| Rok  | Miasto    | Zawody                    | Konkurencja   | Wynik         |
| ---- | --------- | ------------------------- | ------------- | ------------- |
| 1989 | Haga      | Halowe mistrzostwa Europy | bieg na 800 m | brązowy medal |
| 1989 | Budapeszt | Halowe mistrzostwa świata | bieg na 800 m | srebrny medal |
| 1990 | Seattle   | Igrzyska Dobrej Woli      | bieg na 800 m | brązowy medal |

## Rekordy życiowe
- bieg na 800 metrów – 1:57,35 – Kijów 07/07/1990
- bieg na 800 metrów (hala) –  1:59,53 – Budapeszt 05/03/1989